# Elisabeth Margue
Elisabeth Margue (ur. 7 kwietnia 1990 w Luksemburgu) – luksemburska polityk, prawniczka i działaczka samorządowa, w latach 2022–2023 współprzewodnicząca, a od 2023 do 2024 przewodnicząca Chrześcijańsko-Społecznej Partii Ludowej (CSV), od 2023 minister sprawiedliwości.

## Życiorys
Ukończyła szkołę średnią Lycée de garçons de Luxembourg (2009) oraz studia prawnicze na Université Panthéon-Sorbonne (2012). Uzyskała magisterium z prawa prywatnego (w 2013 na Université Panthéon-Sorbonne) oraz z własności przemysłowej (w 2013 na Université Panthéon-Assas), a także dyplom LLM z prawa korporacyjnego i handlowego (w 2015 w London School of Economics). W 2016 podjęła w Luksemburgu praktykę prawniczą.
W 2007 wstąpiła do Chrześcijańsko-Społecznej Partii Ludowej. W latach 2016–2018 przewodniczyła jej organizacji młodzieżowej. W 2017 zasiadła w radzie miejskiej Luksemburga, a w 2019 powołano ją na wiceprzewodniczącą CSV. W marcu 2022 została wybrana na współprzewodniczącą partii (obok dotychczasowego przewodniczącego Claude’a Wiselera).
W wyborach w 2023 z ramienia swojego ugrupowania uzyskała mandat posłanki do Izby Deputowanych. W listopadzie tego samego roku objęła stanowisko ministra sprawiedliwości w rządzie Luca Friedena. Została również ministrem delegowanym przy premierze ds. mediów i komunikacji oraz ds. kontaktów z parlamentem. W tym samym miesiącu w związku z rezygnacją złożoną przez Claude’a Wiselera została samodzielną przewodniczącą CSV. W marcu 2024 na czele partii zastąpił ją Luc Frieden.